# بخش کروکشیتر
بخش کروکشیتر (به انگلیسی: Kurukshetra district) یک بخش در هند است که در هاریانا واقع شده‌است. بخش کروکشیتر ۹۶۴٬۲۳۱ نفر جمعیت دارد.